# Resistansgivare
Resistansgivare (ofta förkortad RTD efter engelska resistance temperature detector) används vid temperaturmätning och består av en ledare vars motstånd ändras linjärt inom mätområdet och är därigenom besläktade med termistorer, som använder samma princip fast med halvledarteknik. När en spänning läggs över resistensgivaren kan en mätbrygga användas för att beräkna det nuvarande motståndet hos givaren, och därigenom vilken temperatur den har då temperaturkoefficienten redan är fastställd.

## Historik
Första steget i utvecklingen togs 1821, då sir Humphry Davy upptäckt att metallers ledningsförmåga påverkas markant av deras temperatur. 1871 presenterade Carl Wilhelm Siemens sitt platina-baserade mätdon, där han framhöll de för uppgiften utmärkta egenskaperna hos just platina: hög motståndskraft mot oxidering, hög precision, upprepningsbarhet och känslighet samt dessutom värmetålig. 1932 kom den numera klassiska laboratoriekonstruktionen med en glimmerkärna omlindats med platinatråd och inneslutits i ett glasrör. Den gav hög noggrannhet, men kapsling är skör och släpper igenom värme långsamt vilket ger en relativt lång reaktionstid på ändringar i temperaturen. En vidareutveckling blev en tätlindad tråd doppad i smält glas som förutom en tunn kapsling med snabb reaktionstid också är mindre känslig för (elektro)magnetiska störningar. Nästa steg är de filmbaserade givarna, där ledarmaterialet skrivs ut på basplattan i keramik, som inte är större än dryga kvadratcentimetern, och kalibreras direkt i fabrik genom att skära av rätt antal tvärgående ledare med laser.

## Typer
Gemensamt för alla givare är att de kopplas till en flertrådig mätbrygga, eftersom variationer i inkopplingsledarnas motstånd kan ge väldigt stora mätfel.

### Platina

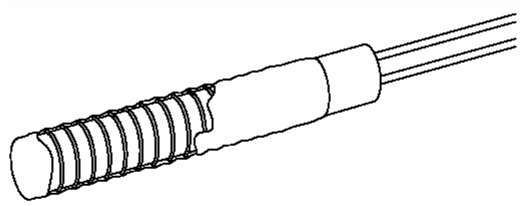
Trådlindad Pt-givare

De absolut vanligaste givarna är Pt100 och Pt1000, där siffran anger motståndet i Ohm vid 0 °C.  . Det finns dock en uppsjö andra givare i spannet från 10 Ω till flera kiloOhm utefter användningsområde. Motståndet för ren platina ökar med ungefär 0,4% per °C, med ett medeltal för temperaturkofficienten i området 0 °C till 100 °C beräknat till 3,85 mΩ i europeisk standard (IEC 60751) och 3,92 mΩ i amerikansk.

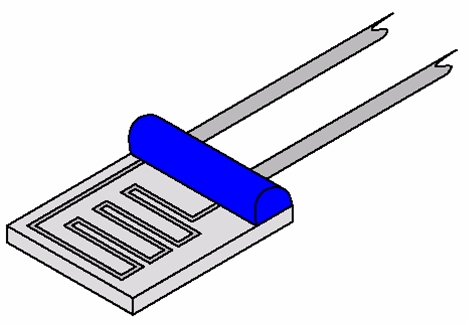
Tunnfilmsgivare